# Rubén Maidana
Rubén Alberto Maidana Brandolini (Santa Fe, 12 gennaio 1923 – Buenos Aires, 8 ottobre 2015) è stato un pallanuotista argentino, che ha partecipato alle Olimpiadi di Londra 1948.
Era nella squadra per le Olimpiadi di Helsinki 1952, ma non avendo giocato, non risulta negli elenchi.